# Remigius Peterelli
Remigius Peterelli (* 31. August 1815 in Savognin; † 10. Februar 1892 in Bern) war ein Schweizer Jurist und Politiker. 

## Leben

### Familie
Remigius Peterelli war der Sohn von Johann Anton Peterelli (* 19. März 1779 in Savognin; † 24. Dezember 1854 ebenda) und der Cresenzia (geb. von Scarpatetti); gemeinsam hatten sie mehrere Kinder. Sein jüngster Sohn war der Jurist und Politiker Franz Peterelli.

### Werdegang
Nach dem Besuch der Lateinschule St. Luzi in Chur (die heutige Theologische Hochschule samt Priesterseminar St. Luzi) und den Gymnasien in Solothurn und Delsberg studierte Remigius Peterelli an den Universitäten München und Heidelberg Rechtswissenschaften. 1833 schloss er sich in seiner Heimat dem Schweizerischen Zofingerverein an. 1837 wurde er in Heidelberg Mitglied des Corps Helvetia. 1839 liess er sich als Anwalt in Chur nieder. Von 1843 bis 1845 und von 1852 bis 1854 gehörte er dem Oberappellationsgericht und von 1848 bis 1851 und von 1855 bis zu seinem Tod dem Kantonsgericht an. Von 1849 bis 1857 und von 1867 bis in sein Todesjahr war er Präsident des Bezirksgerichts Albula.
Als Kantonspolitiker gehörte er mit Unterbrechungen von 1839 bis 1881 dem Grossen Rat des Kantons Graubünden an. In den Jahren 1851, 1854, 1857, 1861, 1862 und 1871 war er Präsident des Kantonsparlaments. Von 1843 bis 1881 war er mit Unterbrechungen Mitglied der Standeskommission. 1840 wurde er Bundsstatthalter. Von 1843 bis 1845 war er Landvogt von Oberhalbstein. 1845 war er Gesandter des Kantons Graubünden zur Tagsatzung. In den Jahren 1846, 1851, 1854, 1857, 1861, 1862 war er Bündner Regierungsrat und von 1864 bis 1867 Landammann von Oberhalbstein. Von 1876 bis 1892 gehörte er dem Verwaltungsrat der Bündner Kantonalbank an.
Auf Bundesebene gehörte er von 1864 bis 1865, von 1866 bis 1868, von 1869 bis 1871, von 1872 bis 1873 und von 1881 bis 1892 als katholisch-konservativer Abgeordneter dem Ständerat an; nach seinem Tod folgte ihm der Freisinnige Luzius Raschein. Von der Schweizer Regierung, dem Bundesrat, wurde er mit mehreren Sondermissionen zum Vatikan beauftragt.
Peterelli galt seit 1846 als der Führer der Katholisch-Konservativen und nach 1872 der katholischen Föderalisten des Kantons Graubünden. Durch seinen politischen Einsatz konnte während der Zeit des Sonderbundes ein Konfessionskampf in Graubünden verhindert werden. Ebenso hatte er nach 1872 massgeblichen Einfluss darauf, dass in Graubünden kein Kulturkampf aufflammte.